# Milwaukee County Zoo
Koordinaten: 43° 31′ 18,1″ N, 88° 38′ 1,2″ W

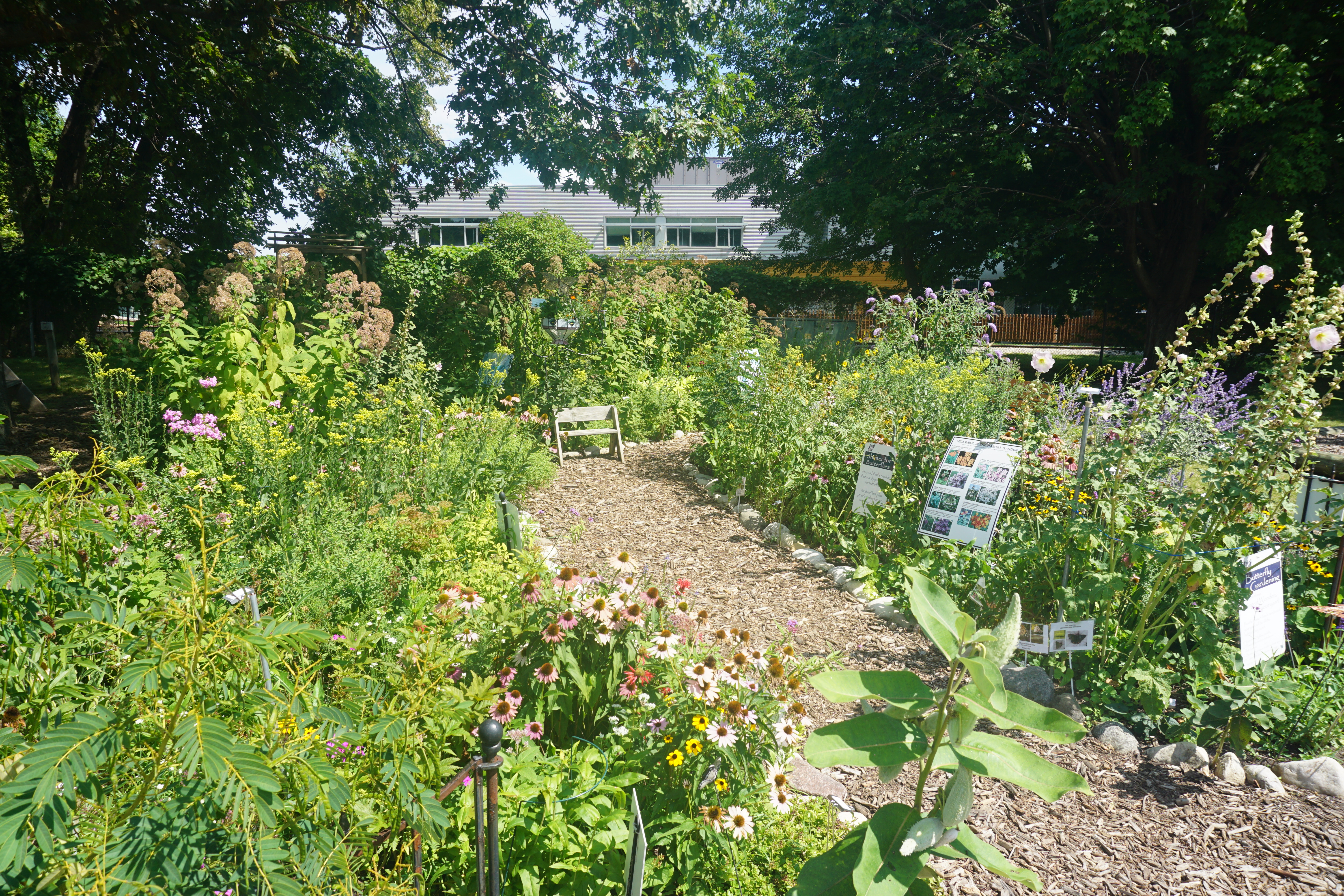
Schmetterlingsgarten im Milwaukee County Zoo

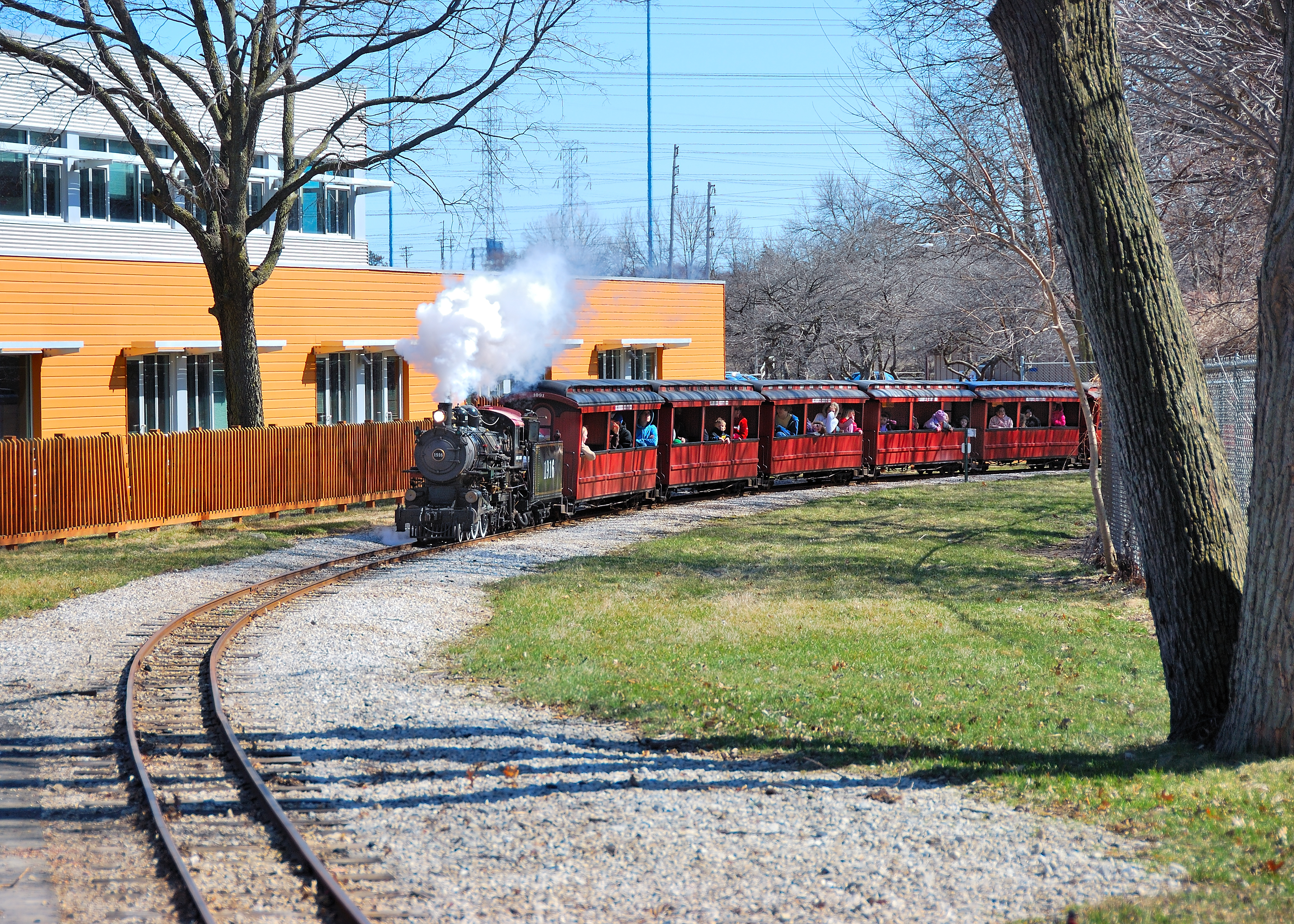
Schmalspurbahn im Milwaukee County Zoo

Der Milwaukee County Zoo ist ein Zoo, der sich in Milwaukee im US-Bundesstaat Wisconsin befindet. Eigentümer und Verwalter ist die Milwaukee County Parks Commission, die von der Zoological Society of Milwaukee unterstützt wird. Der Zoo ist an allen Seiten von Fernstraßen umgeben, im Norden vom U.S. Highway 18, im Osten von der Interstate 41, im Süden von der Interstate 94 und im Westen vom Wisconsin Highway 100. Der Zoo ist Mitglied bei der Association of Zoos and Aquariums (AZA).

## Geschichte
Ab den 1890er Jahren begann eine Gruppe von Clubs und Verbänden mit dem Kauf von Tieren und der Sammlung von Spenden. 1892 wurde im heutigen Washington Park eine Ausstellung mit verschiedenen Vogelarten eröffnet. Bis 1902 besaß der Zoo ca. 9,0 Hektar an Land und rund 800 Tiere. Da sich das Gelände als zu klein erwies, zog der Zoo in einen Park am Bluemound Road um und wurde dort 1961 erneut eröffnet.

## Tierbestand und Anlagenkonzept
Im Zoo leben auf einer Fläche von rund 77 Hektar ca. 2100 Tiere in rund 330 Arten aus den Bereichen Säugetiere, Reptilien, Amphibien, Vögel, Fische und Insekten. Diese sind überwiegend nach ihren geografischen Vorkommensgebieten gruppiert. Zu den Hauptattraktionen des Zoos zählen die folgenden Bereiche:
- Das Mahler Family Aviary, das aus einer begehbaren Vogel-Freiflughalle mit einer Teichlandschaft besteht. Dort leben hunderte von Vögeln in einer üppigen, tropischen Regenwaldlandschaft, bewegen sich frei und brüten regelmäßig. Zu den bemerkenswerten Arten, die dort brüten, zählen Kahnschnabelreiher, Laysanenten und Inkaseeschwalben.[1]

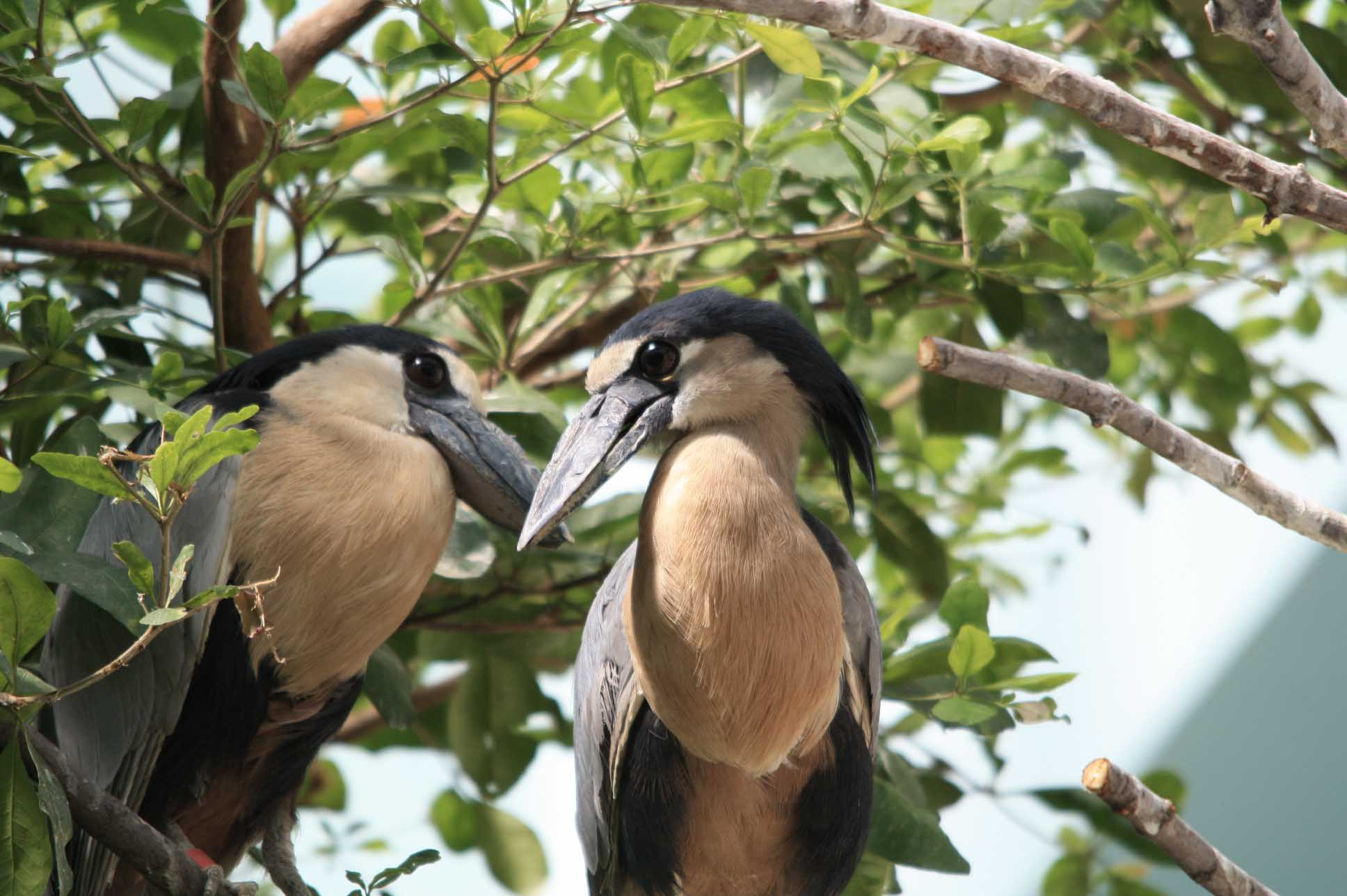
Kahnschnabelreiher
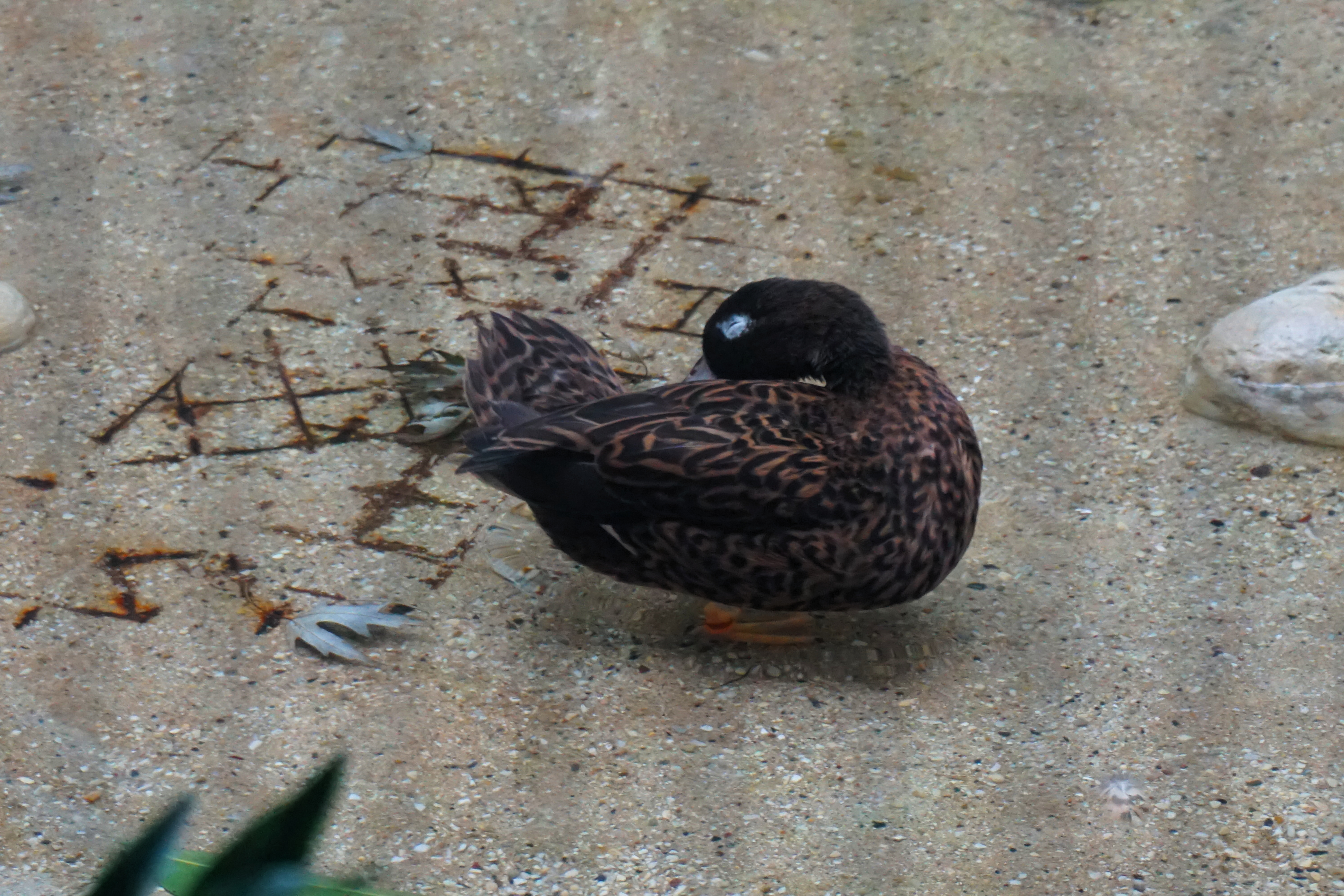
Laysanente
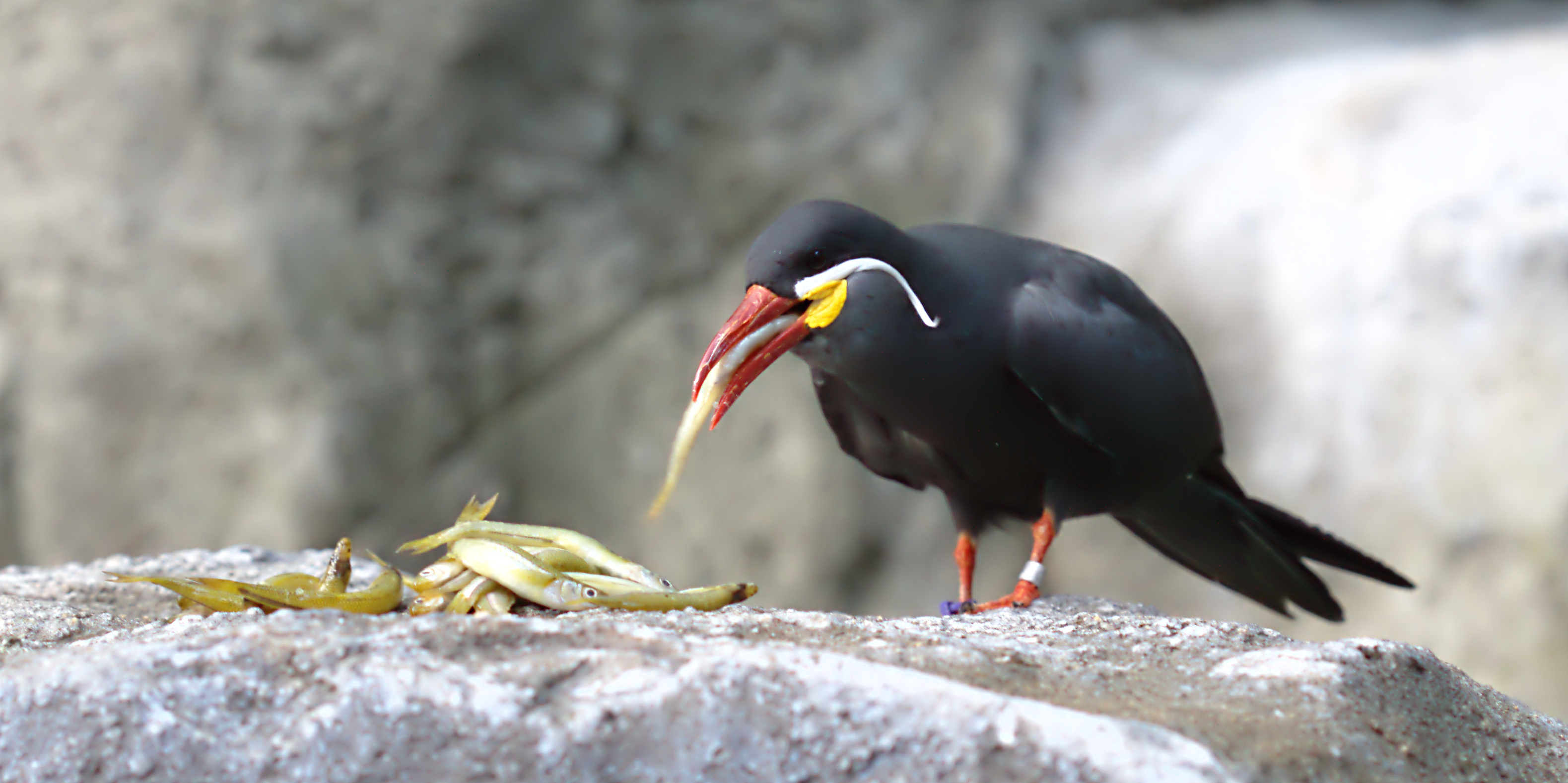
Inkaseeschwalbe

- Für Primaten sind drei Zentren vorhanden: Stearns Family Apes of Africa ist eine Ausstellung Westlicher Flachlandgorillas und Bonobos. Primates of The World oder einfach als Monkey House bezeichnet, beherbergt viele Affenarten, darunter Orang-Utans, Mandrills, Siamangs, Mantelaffen, Klammeraffen, Tamarine und Brazzameerkatzen. Macaque Island schließlich ist eine Insel, auf der Japanmakaken gehalten werden. Die Insel verfügt über Wasserfälle, Hügel, Sträucher und Felsen. Im Jahr 2022 wurden drei Jungtiere geboren.[1]

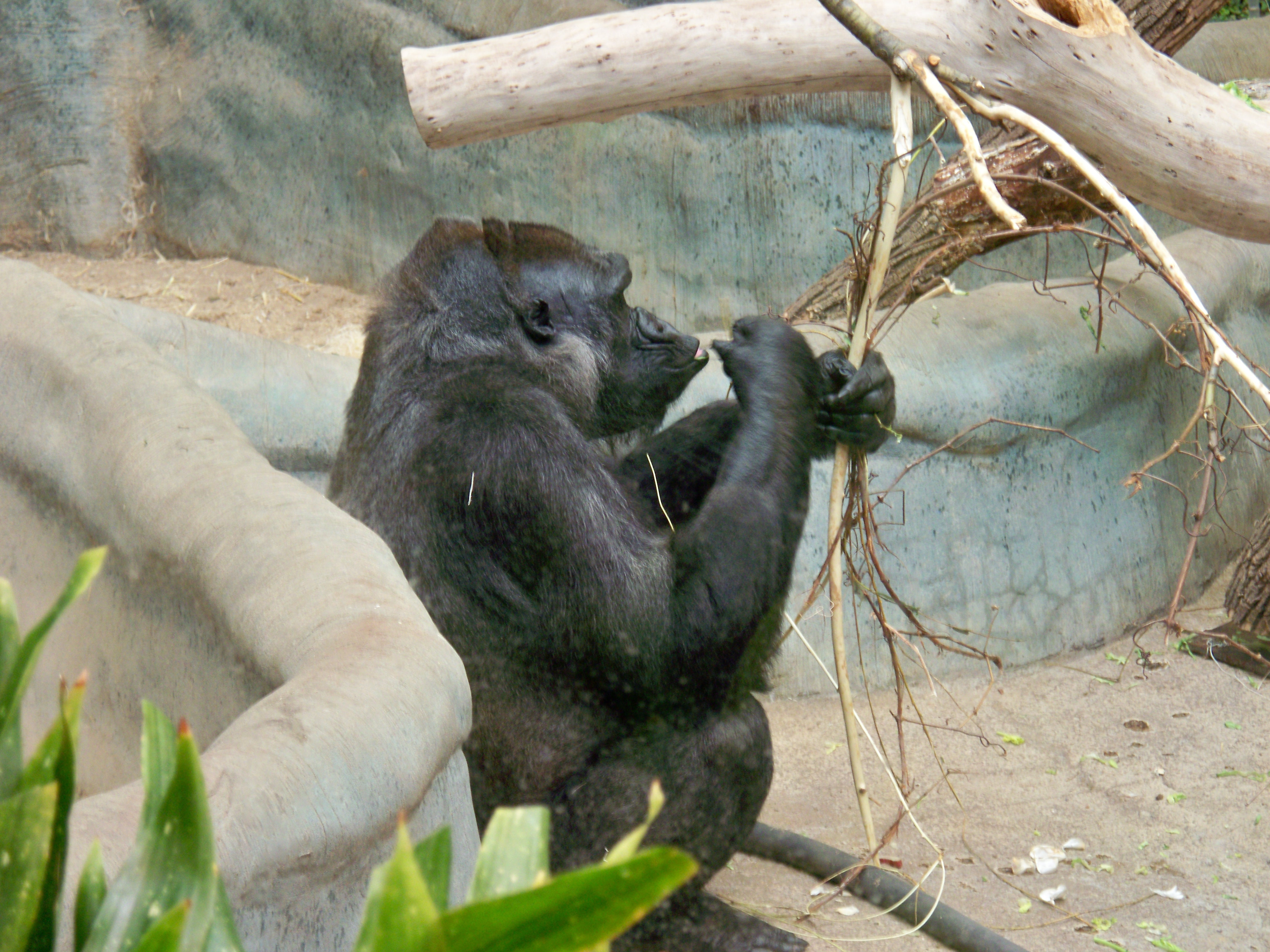
Westlicher Flachlandgorilla
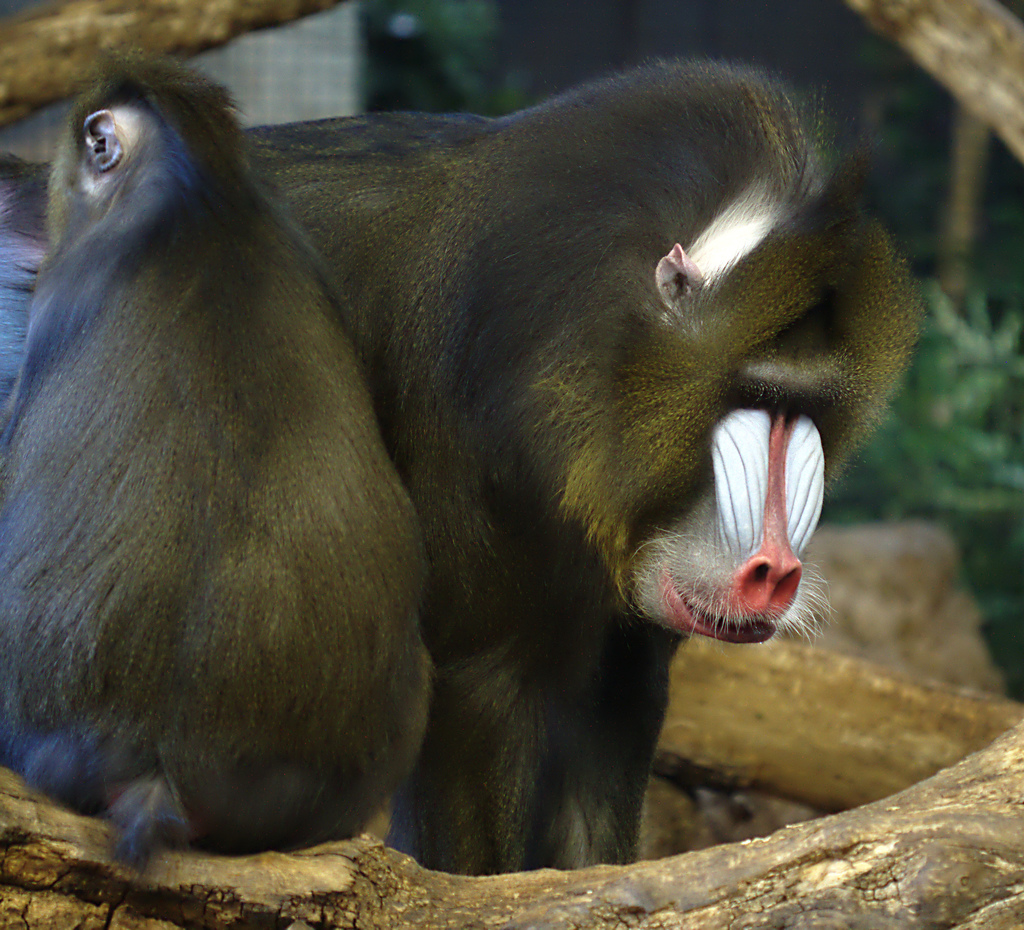
Mandrill
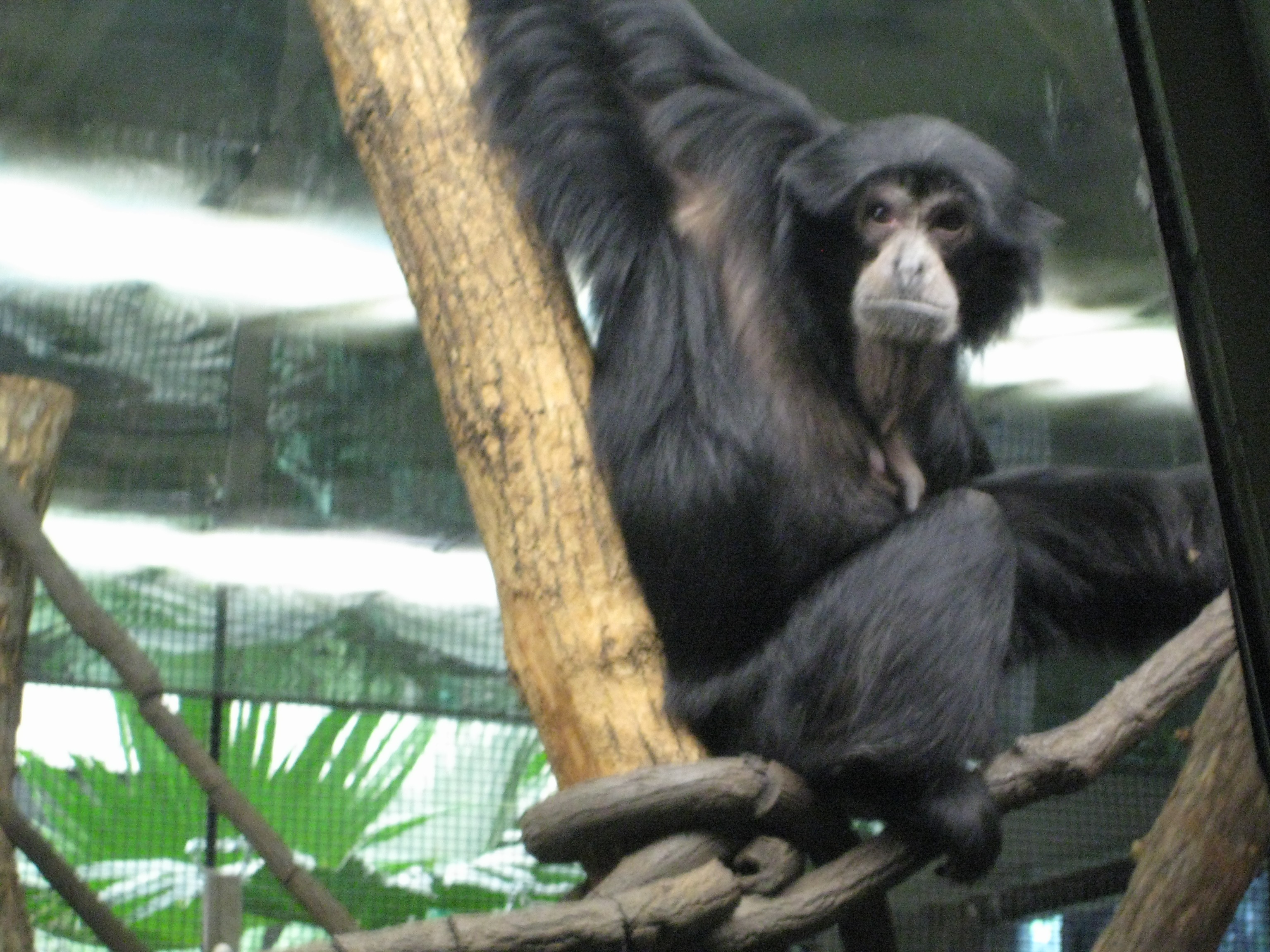
Siamang
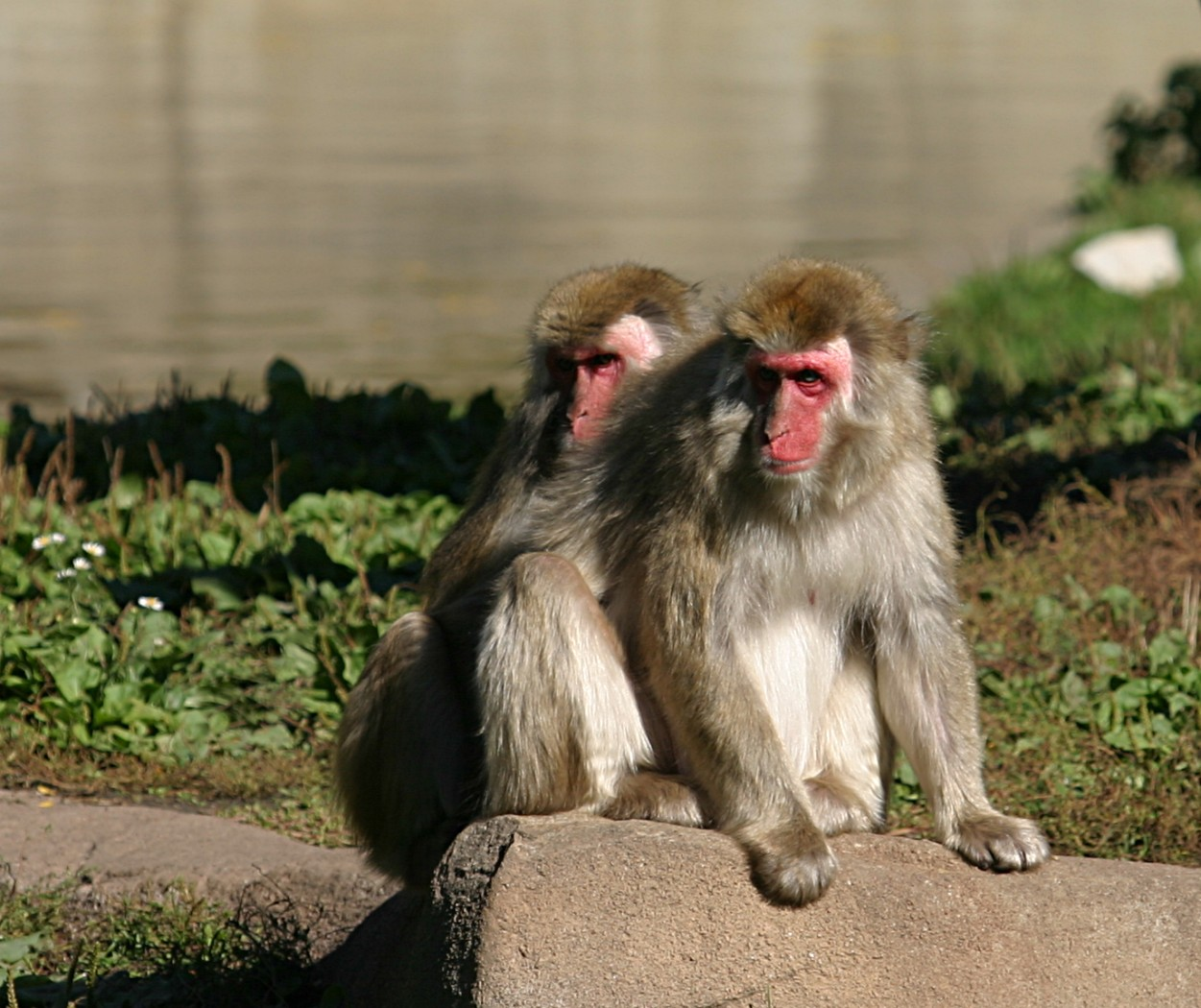
Japanmakaken

- Auf dem Zoo-Gelände gibt es mit der Northwestern Mutual Family Farm und dem Dairy Complex eine Region, die früher als Kinderzoo genutzt wurde und in einen Bauernhof mit Stallungen und Milchproduktionseinrichtungen umgestaltet wurde. Dort wird das Leben auf einer tatsächlichen Farm nachempfunden und die Gäste treffen auf einheimische Wildtiere und Nutztiere. Ein ausgedehnter Spielplatz mit einer Vielzahl von Beschäftigungsmöglichkeiten ist zusammen mit einem kleinen Theater vorhanden. Zu besonderen Feiertagen, beispielsweise am Memorial Day oder am Labor Day finden spezielle Theateraufführungen statt.
- Das Aquatic & Reptile Center (ARC) zeigt aquatische Tiere. In einem ca. 210.000 Liter Wasser fassenden Becken befindet sich eine Vielzahl von Fischen. Im Aquarium gezeigt werden u. a. Arapaimas und Piranhas sowie 30 Arten von Fischen, die in Wisconsin vorkommen. Zu den Bewohnern zählen auch ein Pazifischer Riesenkrake und ein Schlammteufel. Im Reptilienhaus sind Schlangen- und Echsenarten, darunter eine Große Anakonda zu sehen.

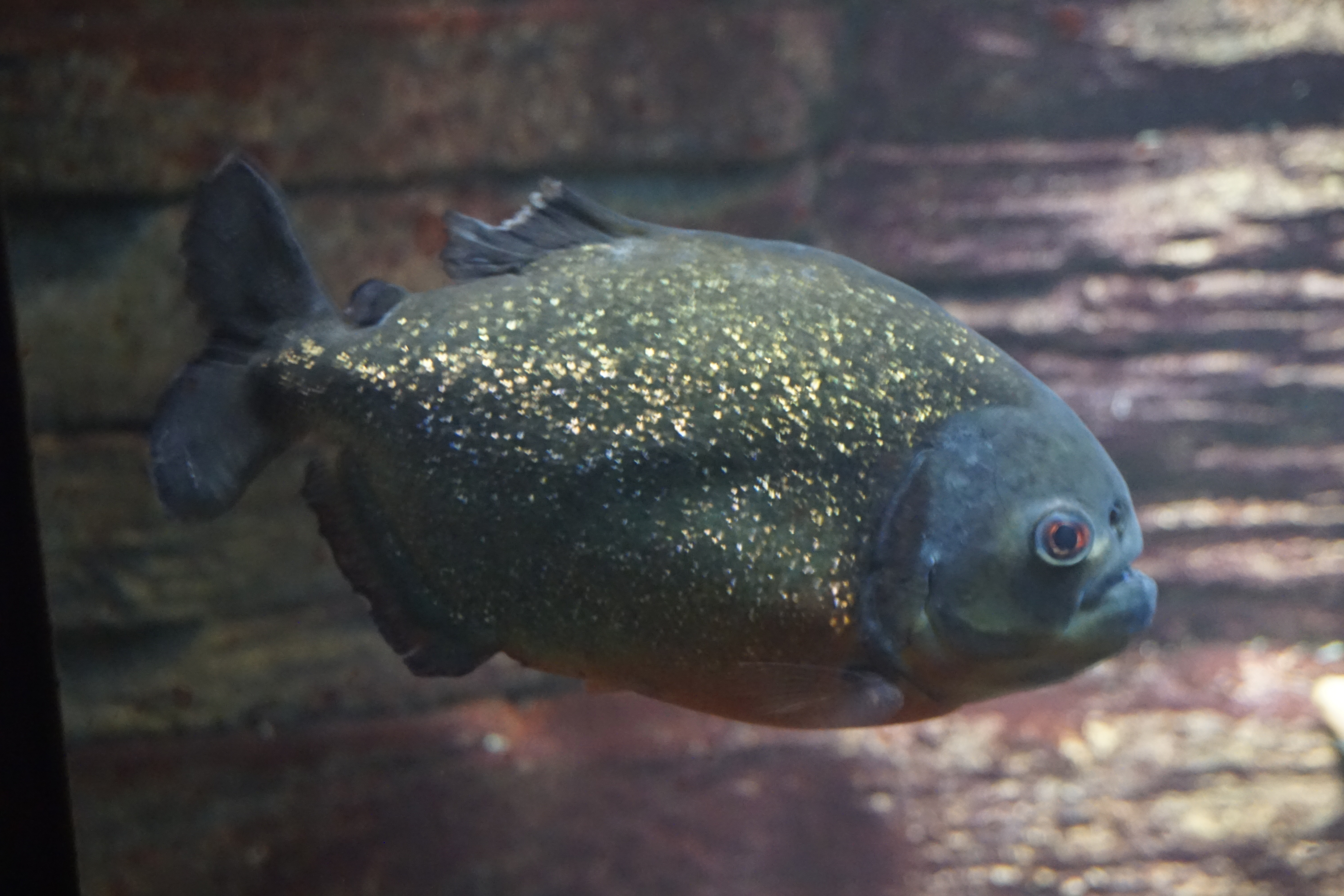
Roter Piranha
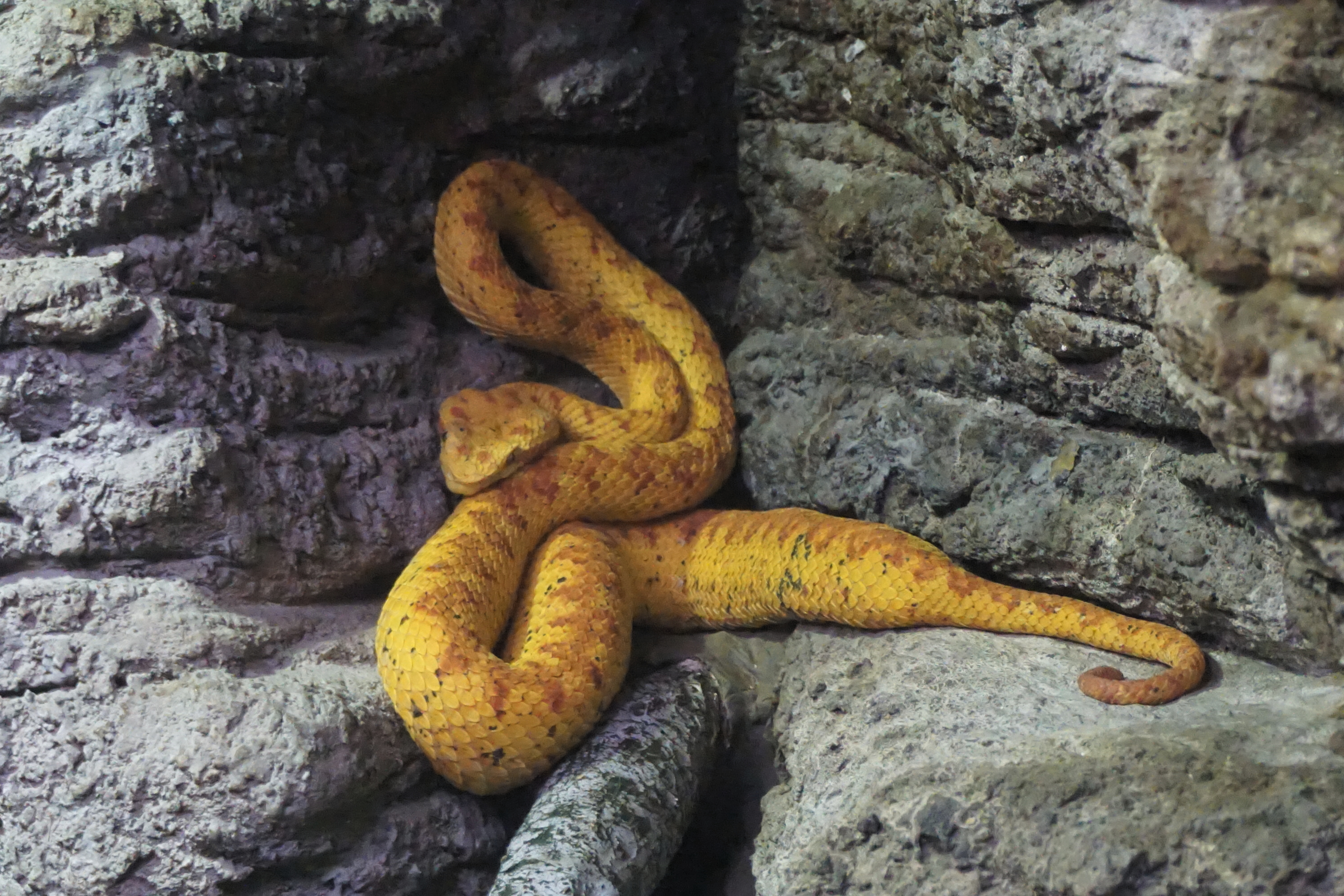
Greifschwanz-Lanzenotter
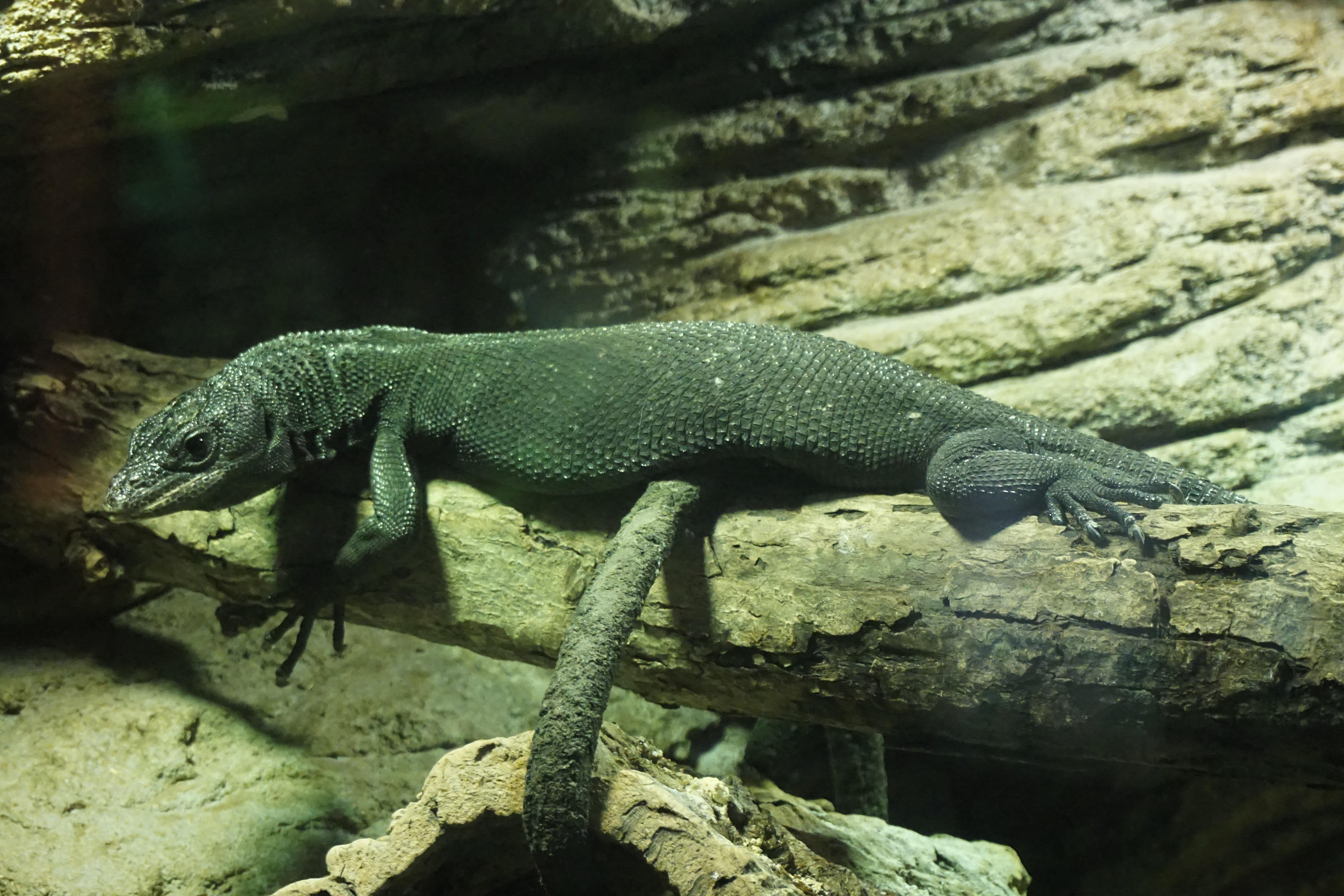
Schwarzer Baumwaran
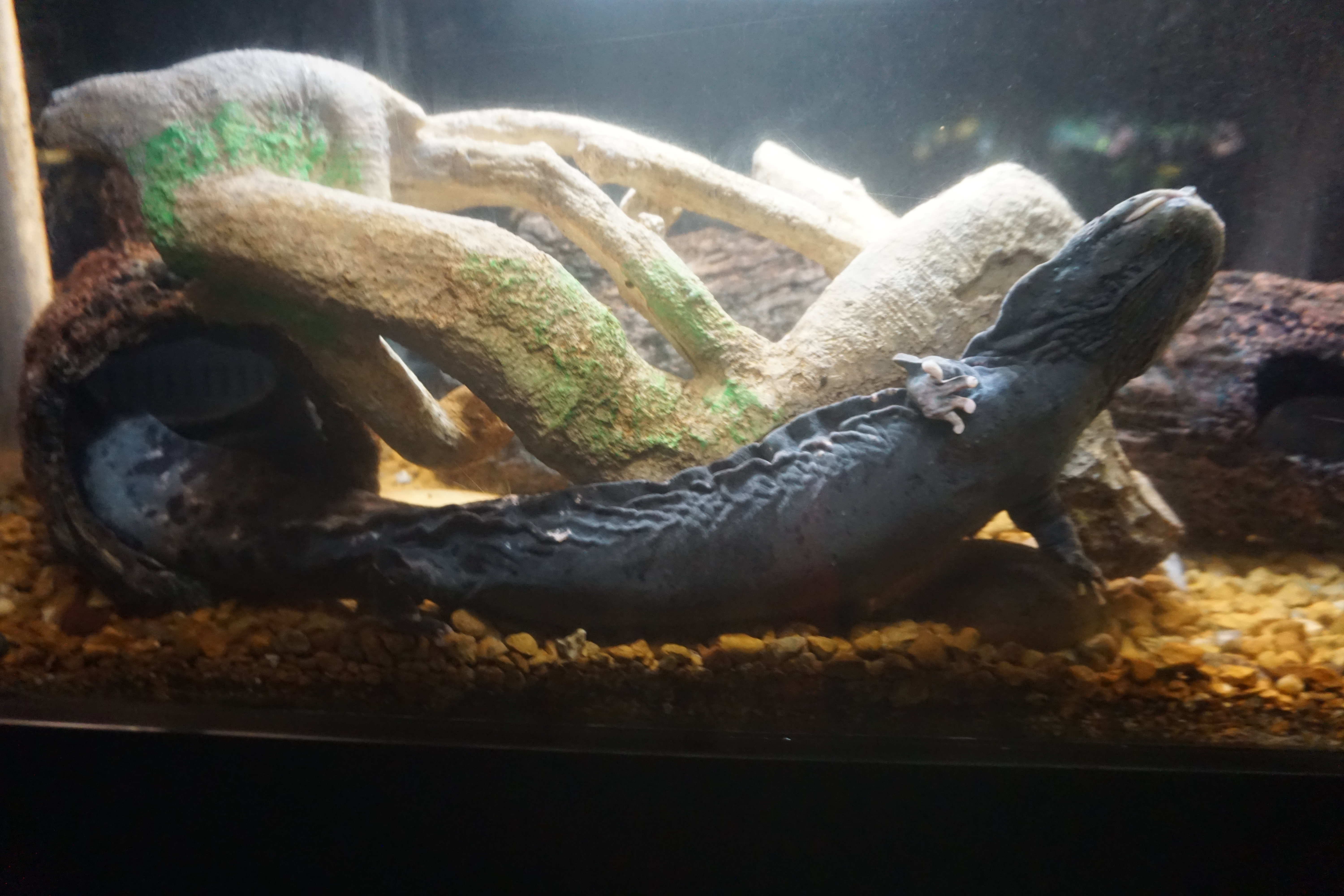
Schlammteufel

- In den Abteilungen North America, South America, Asia und Africa ist die Fauna des jeweiligen Kontinents zu sehen. Der umfangreiche Afrikabereich ist in die Unterabteilungen Adventure Africa Phase I, II and III untergliedert. Eine kleinere Abteilung zeigt einige Tiere Australiens. Außerdem befinden sich im Zoo ein Informationszentrum, ein Bildungszentrum mit Lehrräumen, ein Tierkrankenhaus, eine Bibliothek sowie Andenkenläden und Restaurants.[2]
- Klein- und Großkatzen werden im Kleinen Raubtierhaus sowie im Bereich Florence Mila Borchert Big Cat Country gehalten. Auf dem parkartigen Zoogelände sind auch Blumenrabatte angelegt, die der einheimischen Insektenwelt als Nahrungsquelle dienen sollen. Eine Schmalspureisenbahn, die an den Hauptanlagen vorbeiführt, steht den Besuchern zur Verfügung.
- In den Sommermonaten wird auf einer Fläche im Nordwesten des Zoogeländes unter dem Namen Dino Don’s Journey to the Ice Age eine Ausstellung mit etwa zwei Dutzend lebensgroßen Dinosaurier-Nachbildungen angeboten. Zum Besuch der Ausstellung wird eine separate Gebühr erhoben.[3]

## Arterhaltungs- und Schutzprogramme
Der Milwaukee County Zoo beteiligt sich an einer Vielzahl von Arterhaltungs- und Schutzprogrammen weltweit. Im Rahmen des Species Survival Plan (SSP) erstellen Arbeitsgruppen von Wissenschaftlern und Zoologen Konservierungszuchtpläne, die die langfristige genetische Vielfalt von gefährdeten Arten unterstützen. Derzeit ist der Milwaukee County Zoo an 93 SSP-Programmen von Tierarten beteiligt, die im Zoo leben (Stand 2023).

## Galerie
Die folgende Bildreihe zeigt einige Säugetierarten aus dem Bestand des Milwaukee County Zoos:

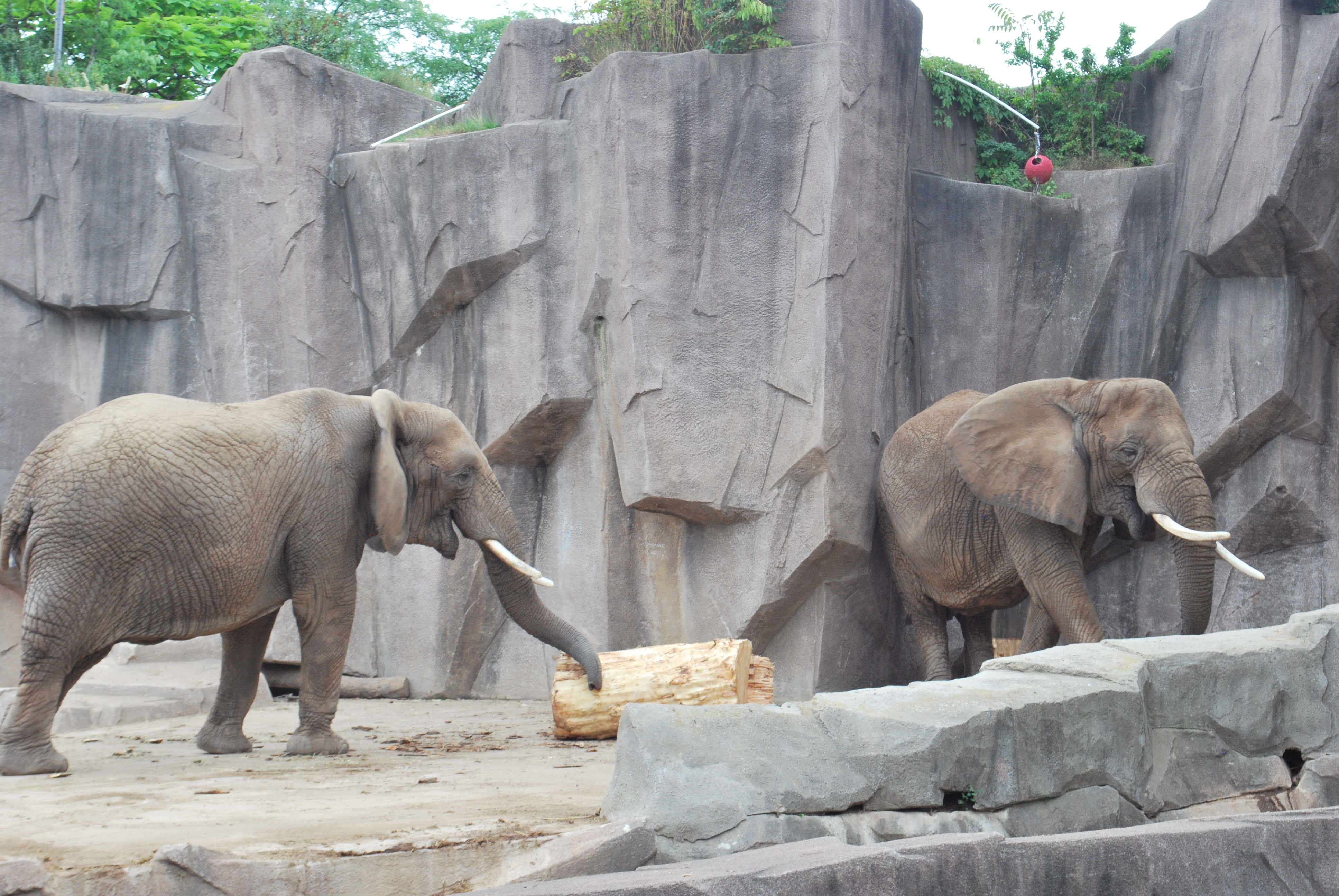
Afrikanische Elefanten
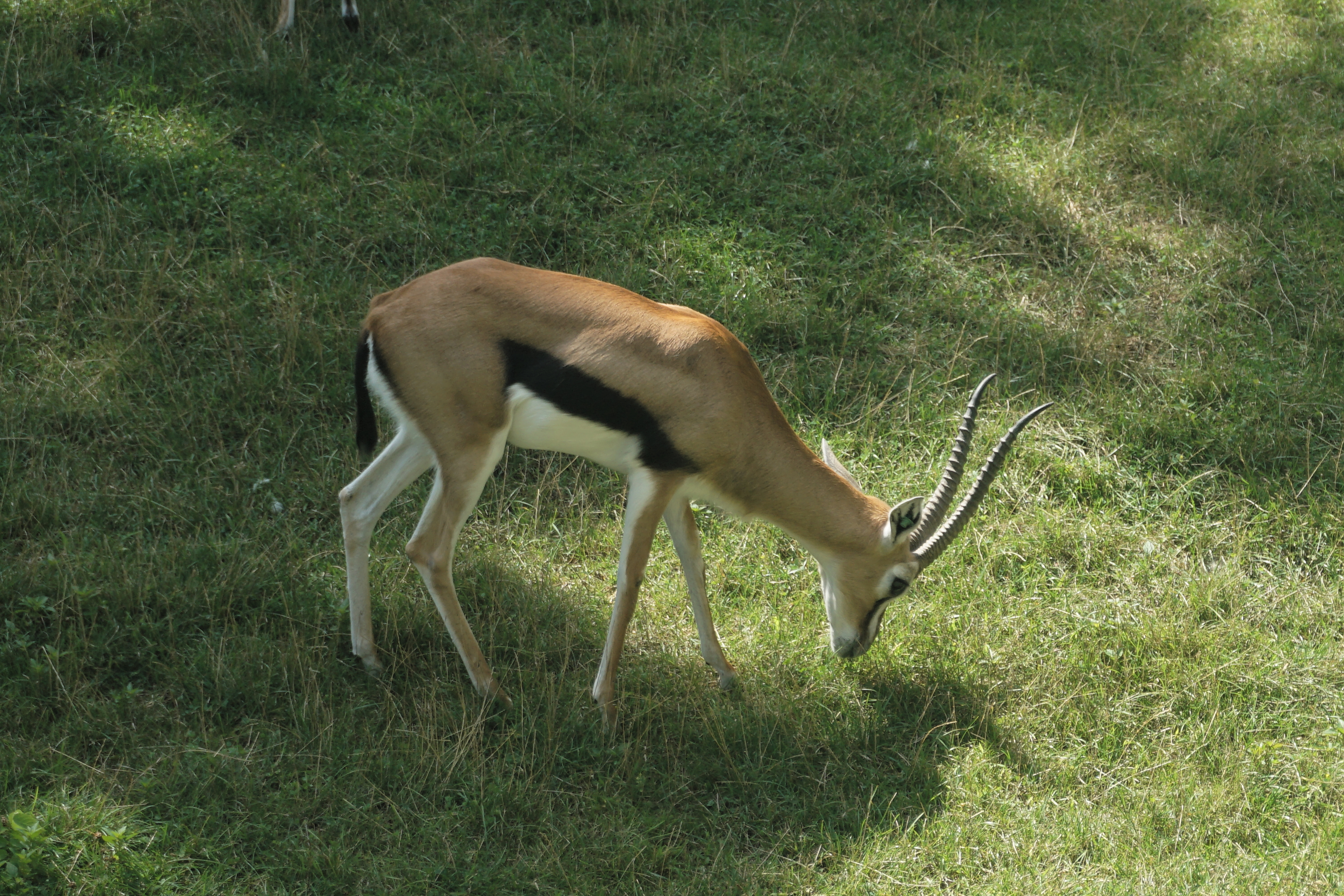
Thomson-Gazelle
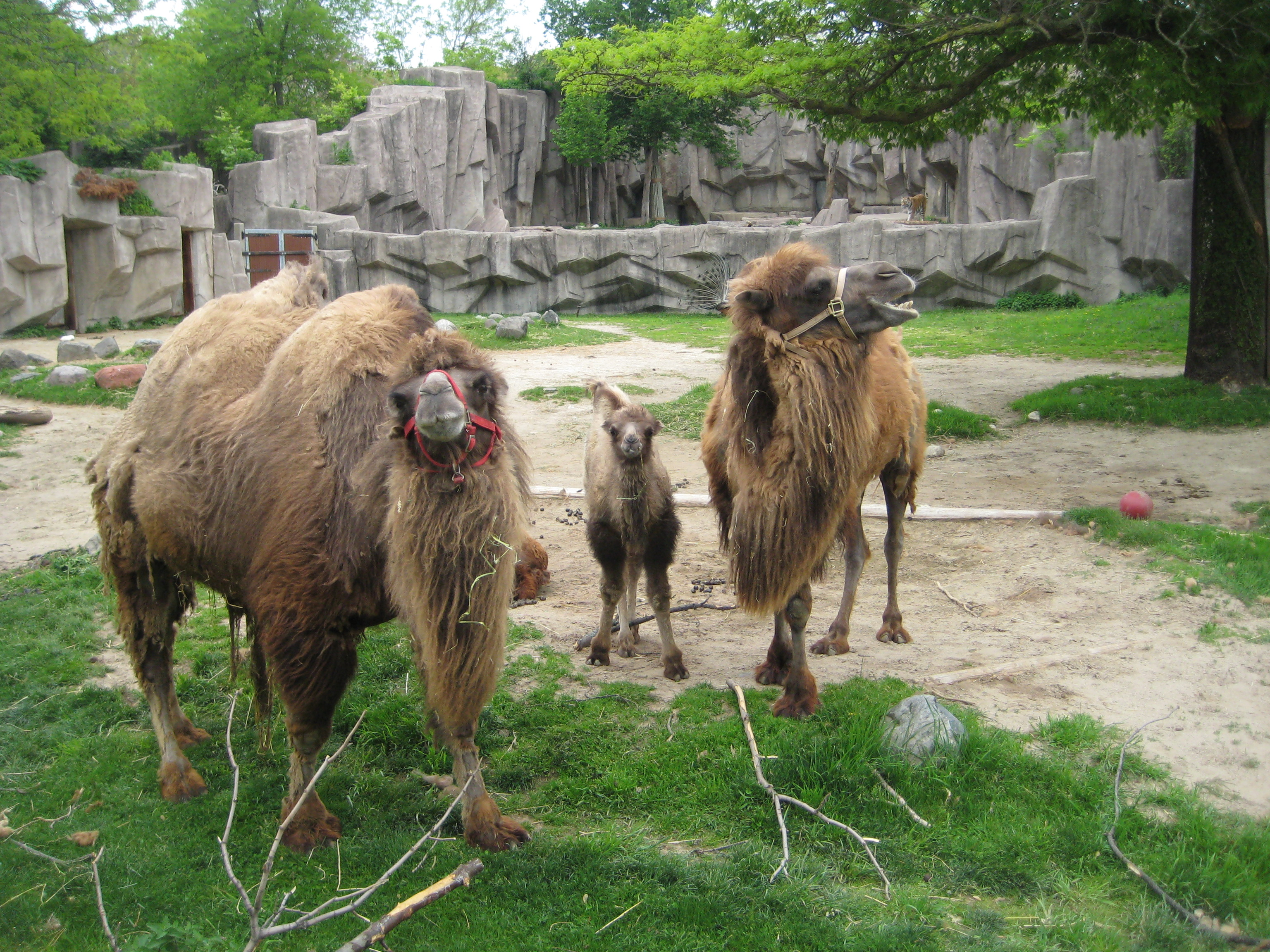
Trampeltiere
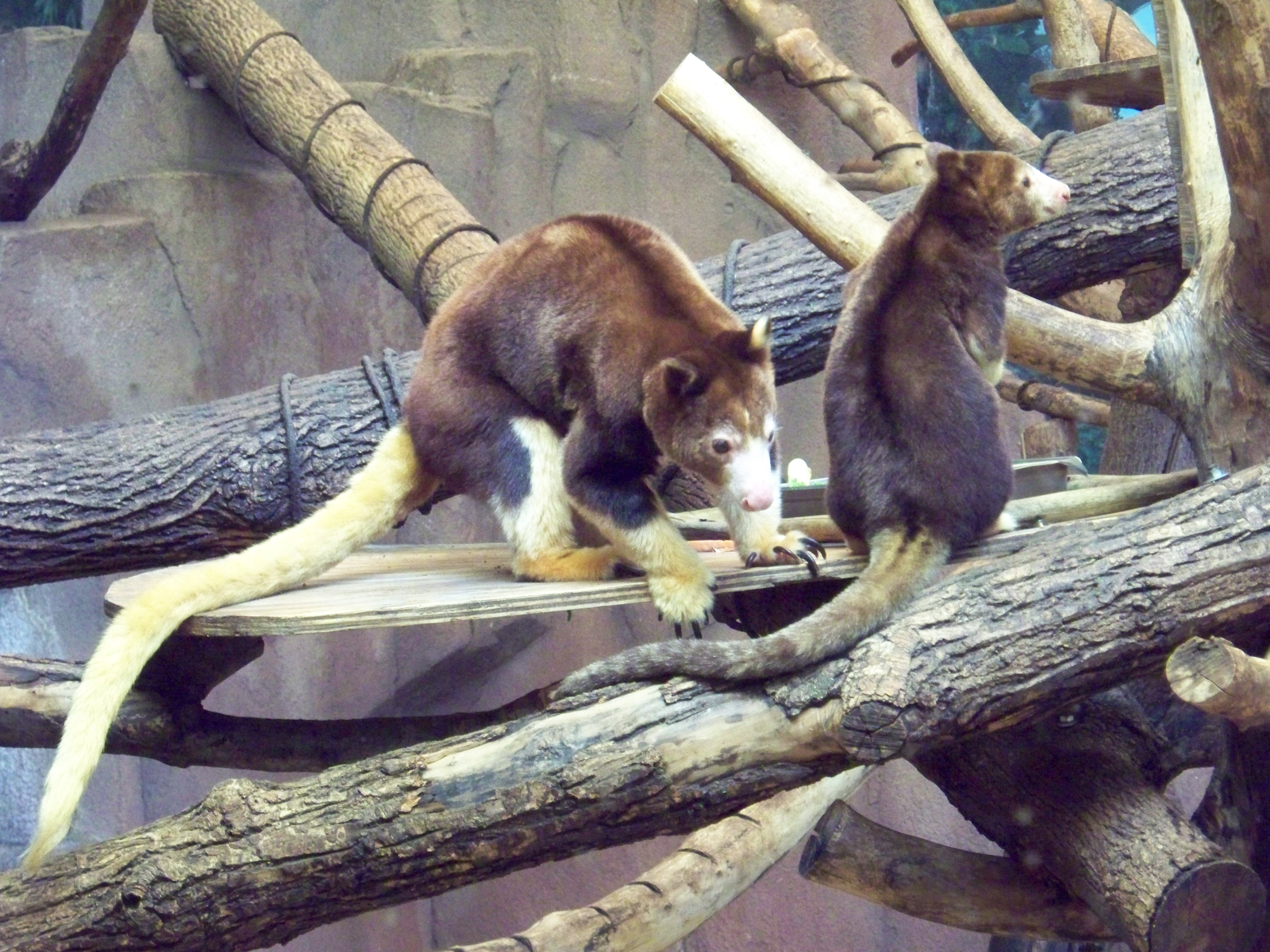
Matschie-Baumkängurus
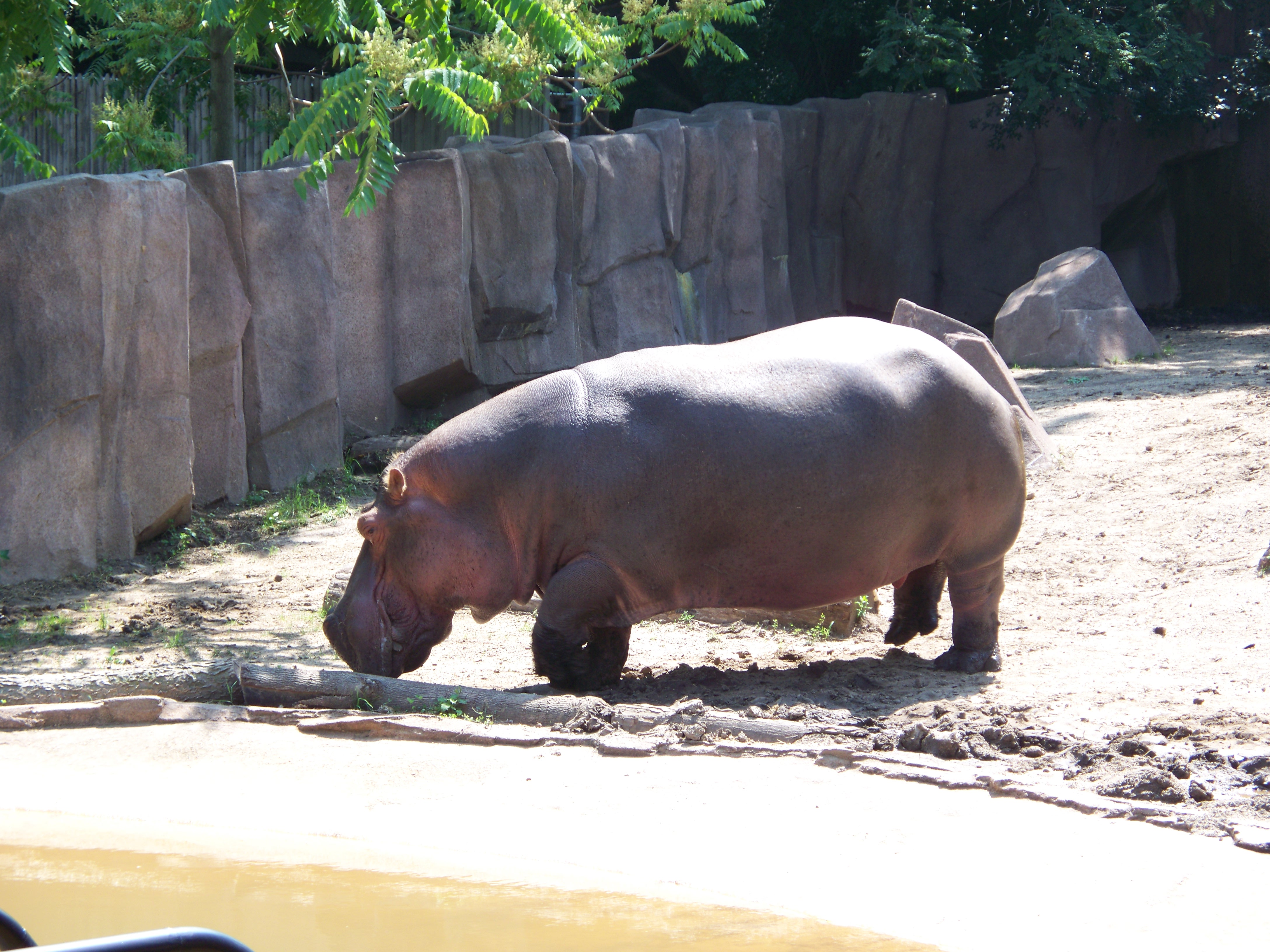
Flusspferd
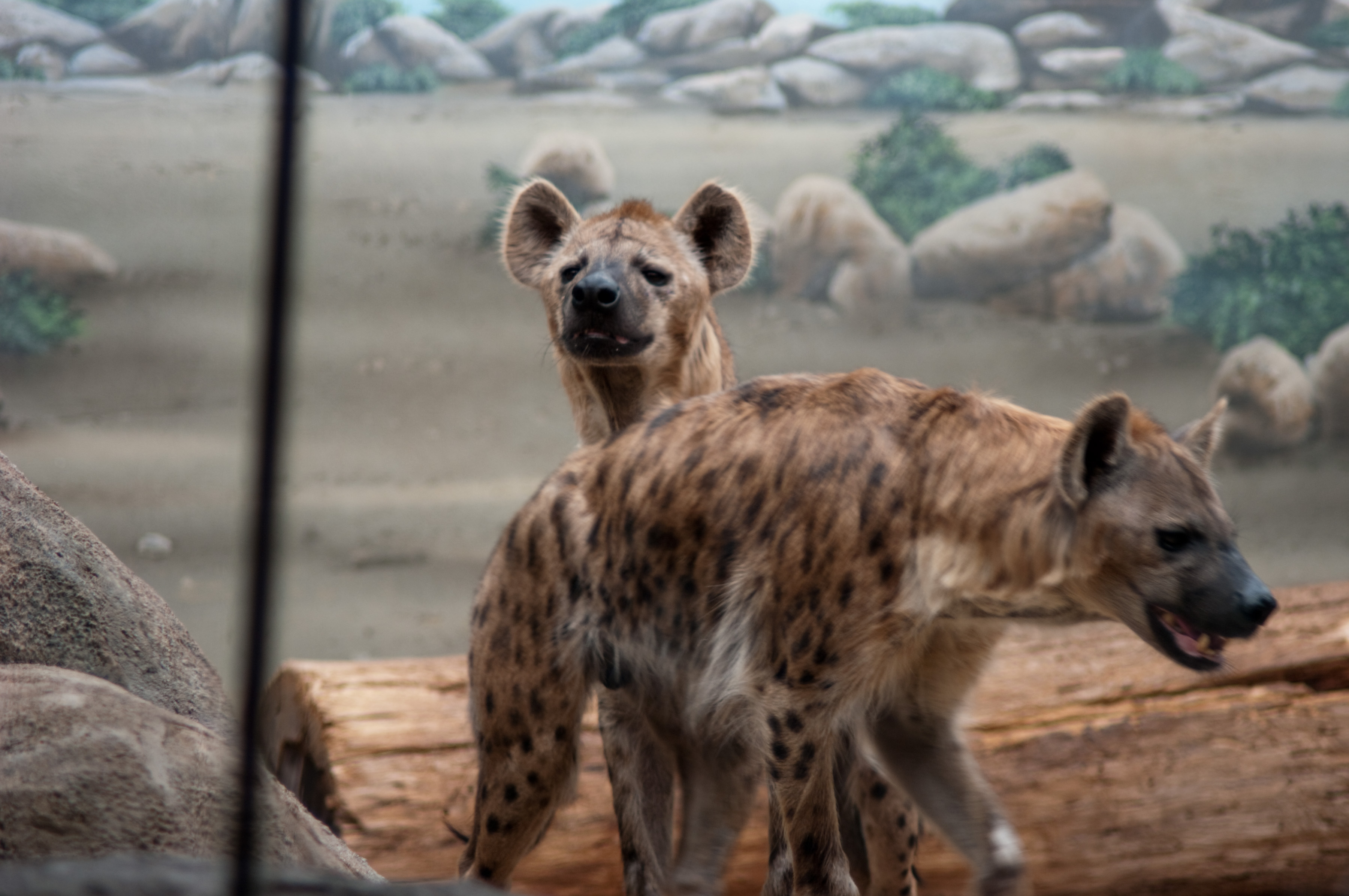
Tüpfelhyänen
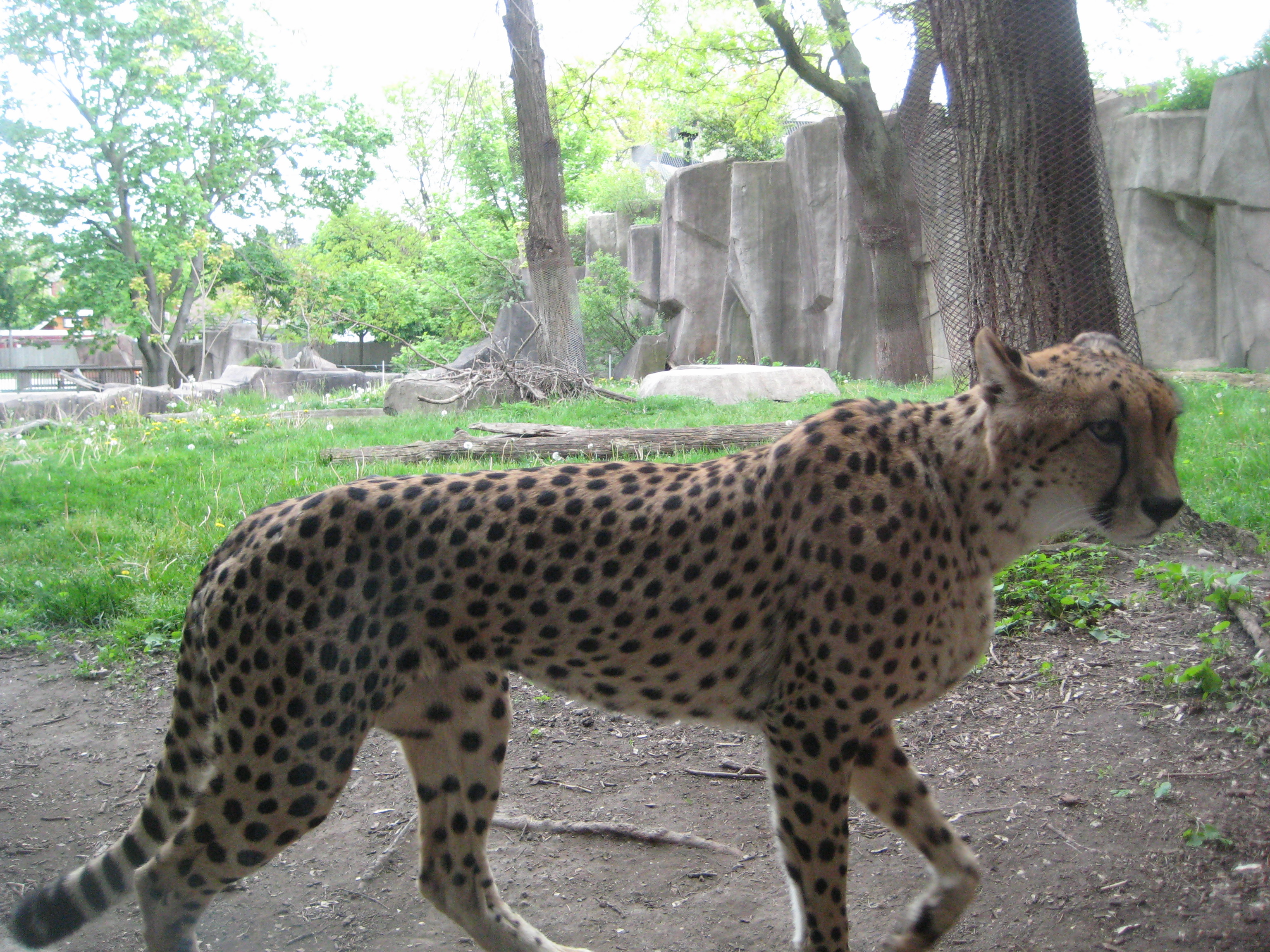
Gepard
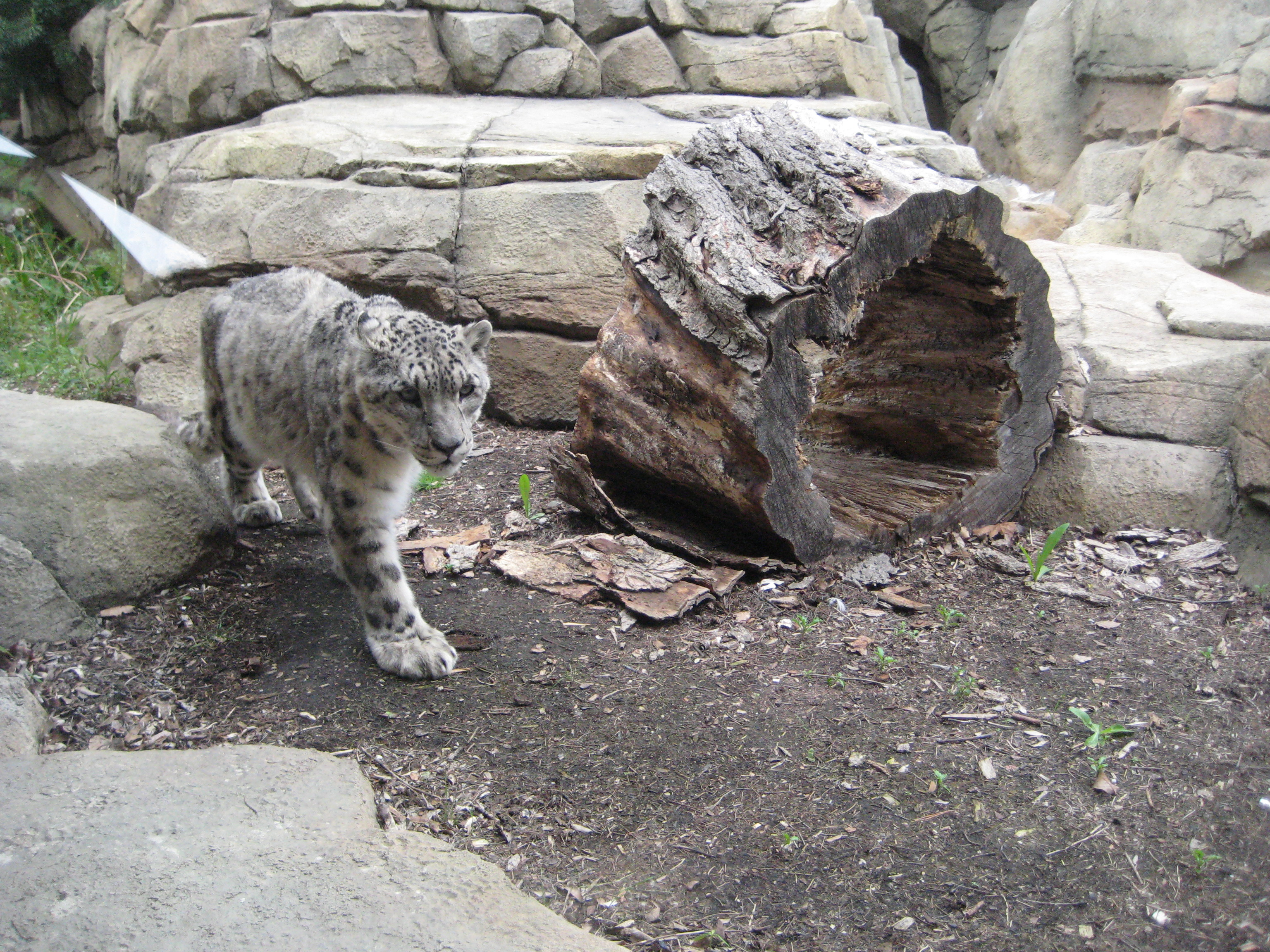
Schneeleopard
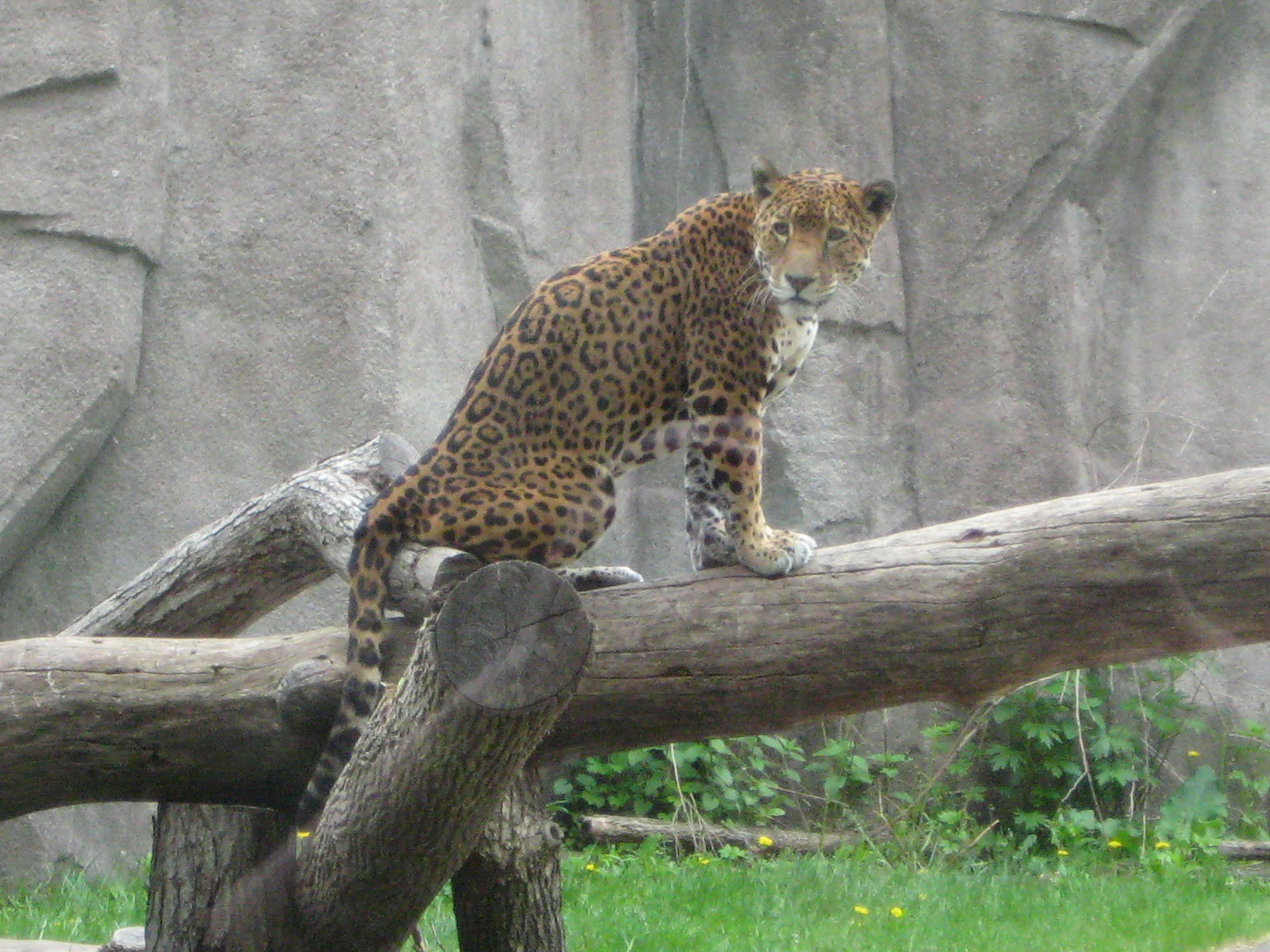
Jaguar
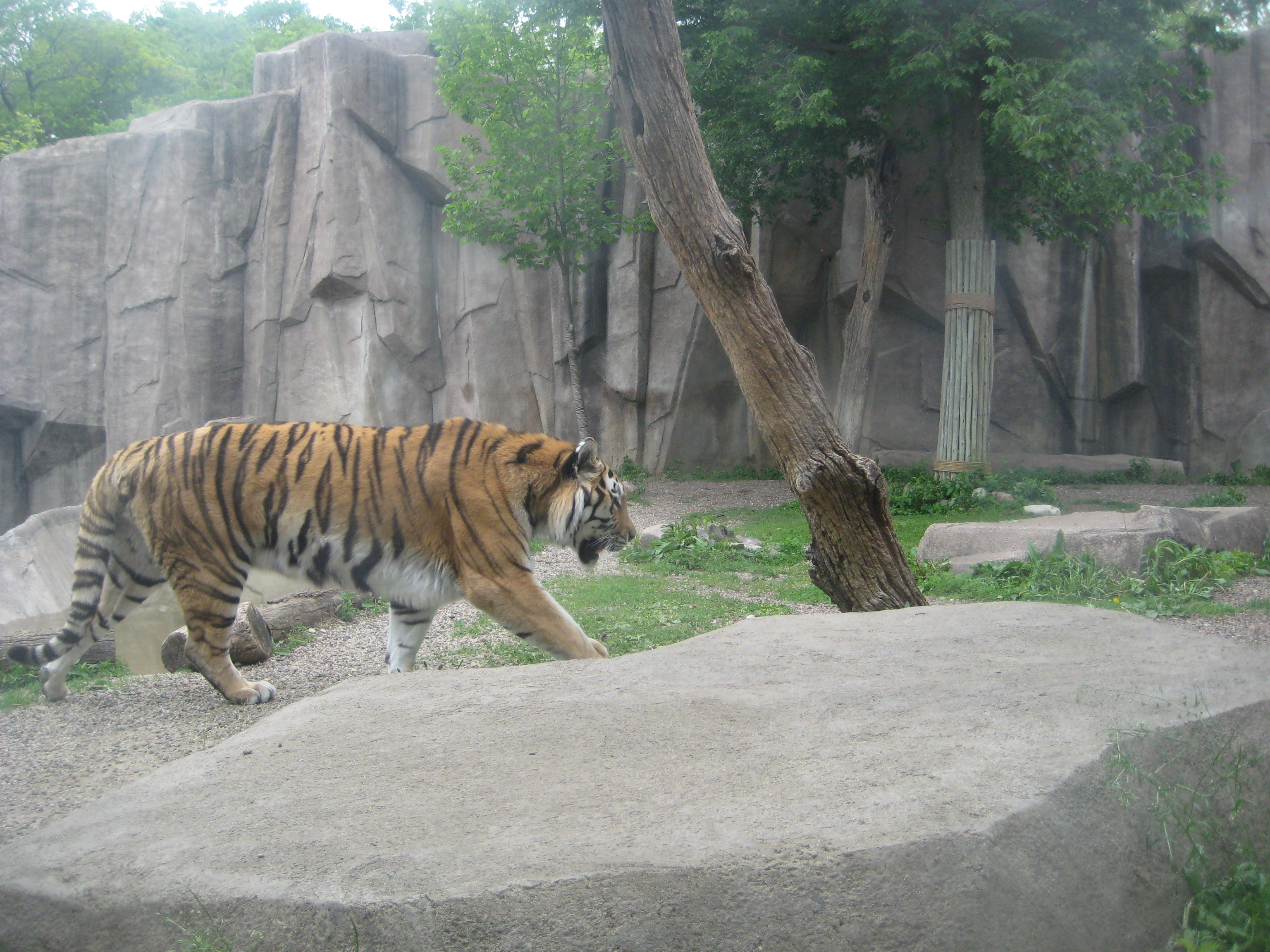
Tiger
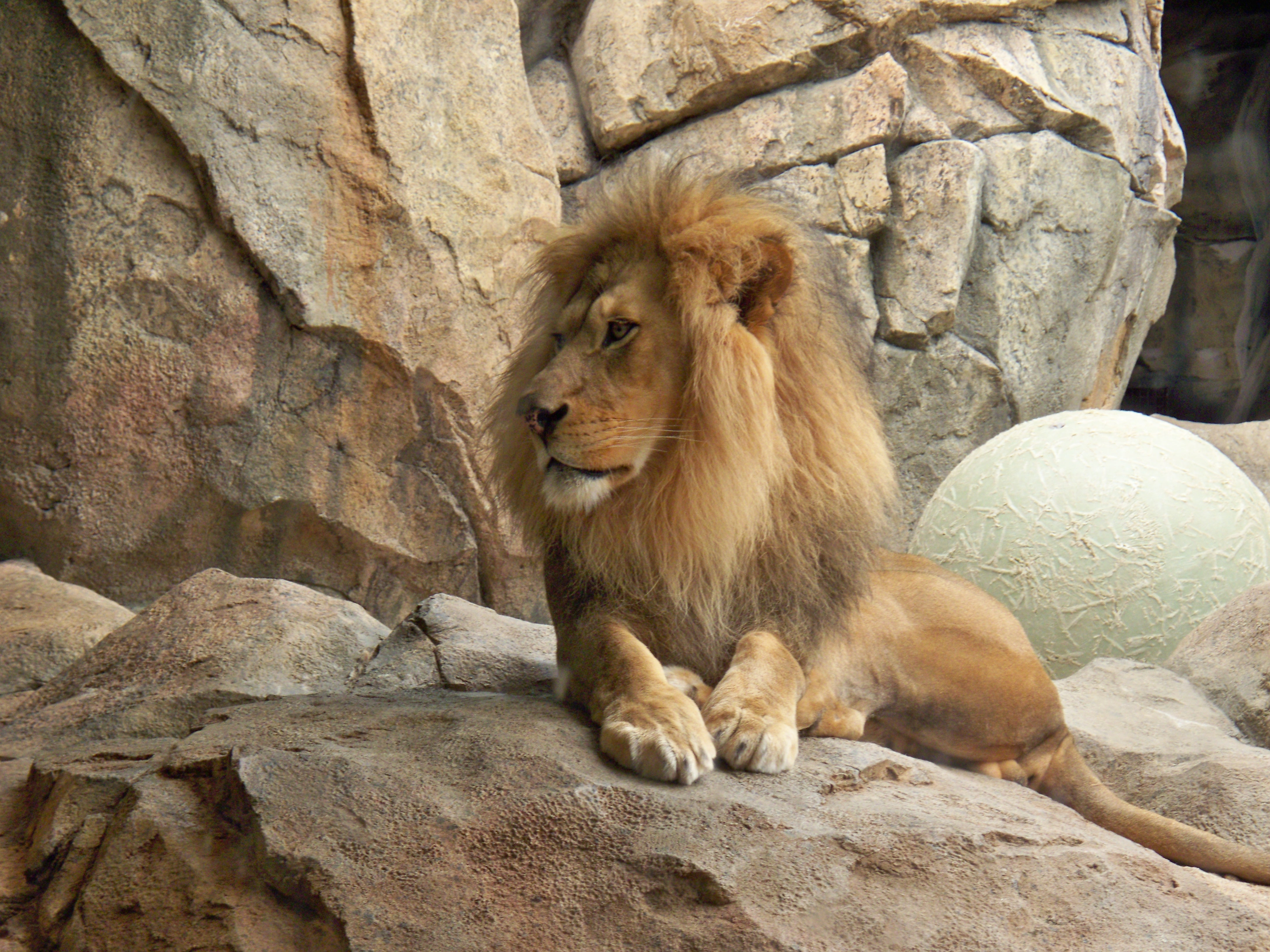
Löwenmännchen